# Uri Zelha
Uri Zelha (în ebraică אורי זלכה, transliterat și Uri Zelcha; n. în 1976, la Tel Aviv) este un basist israelian, membru fondator al trupei Orphaned Land. Zelha și solistul vocal Kobi Farhi sunt singurii membri care au rămas în componența formației încă de la înființarea acesteia, în 1991.

## Discografie

### cu Orphaned Land
Albume de studio
- Unsung Prophets & Dead Messiahs (2018)
- Kna'an (2016)
- All Is One (2013)
- The Never Ending Way of ORwarriOR (2010)
- Mabool - The Story of the Three Sons of Seven (2004)
- El Norra Alila (1996)
- Sahara (1994)

Albume live
- The Road to OR-Shalem (2011)

EP
- Sukkot in Berlin (2015)
- Ararat (2005)

Single
- All Is One / Brother (2013)
- Estarabim (2010)

Demo
- The Beloved's Cry (1993)

Split
- Sentenced / Orphaned Land (2005)